# Mendota (Kalifornien)
Mendota ist eine US-amerikanische Stadt im Fresno County im US-Bundesstaat Kalifornien mit etwa 8600 Einwohnern (Stand: 2004).
Die Stadt befindet sich bei den geographischen Koordinaten 36,76° Nord, 120,38° West. Das Stadtgebiet hat eine Größe von 4,8 km².